# Son del Pino
Son del Pino (en catalán y oficialmente, Son) es un pueblo del municipio de Alto Aneu, en la provincia de Lérida. Se encuentra situado en la comarca de Pallars Sobirá, cerca de la confluencia entre el valle de la Noguera Pallaresa y de la Bonaigua, a 1.393 metros de altitud. En el 2022 contaba con 48 habitantes. Hasta principios del siglo XX se denominaba Son.
La población de Son del Pino es nombrada en el acta de consagración de la Catedral de la Seo de Urgel, de 839, aunque con cronología muy discutida. La localidad vuelve a aparecer en el año 1076, juntamente con la iglesia de Sancti Iusti.
Son del Pino tuvo ayuntamiento propio hasta 1970, fecha en la cual se unió a Valencia de Aneu, Sorpe e Isil para crear conjuntamente el municipio de Alto Aneu.
Esta población conserva un importante patrimonio arquitectónico, que destaca sobre todo por la iglesia románica de Sant Just y Sant Pastor. Es una gran edificación de los siglos XI y XII, muy modificada, que conserva un imponente campanario de torre cuadrada con decoración lombarda. En su interior conserva, entre varios objetos litúrgicos de piedra de época románica, un retablo del siglo XV de la escuela de Pere Espallargues. Cabe destacar el esconjuradero que realiza las funciones de torre del reloj.
Cabe mencionar también la iglesia de San Pedro de la Abadía, de grandes dimensiones y construida en el siglo XII, que si bien fue muy desfigurada por su adaptación como rectoría todavía se reconoce externamente sus formas de iglesia.
Finalmente, Son tenía una tercera iglesia románica, la Virgen de Bellero, que se derrumbó en los años 50 del siglo XX.
Desde 2002, situado un poco más arriba del pueblo, se encuentra el Centro de Desarrollo Sostenible de los Pirineos de las Planes de Son, que es un centro de educación ambiental de la Fundació Catalunya-La Pedrera.
Más arriba todavía está el Refugio del Pla de la Font, a 2050 metros de altitud y cerca del Coll de Fogueruix.

## Etimología
Joan Coromines explica el origen del topónimo Son a partir de la raíz prerromana, iberobasca, isun (prenda, multa), desde un Ison inicial con pérdida de la I-i, en cambio, mantenimiento de la -n gracias a las características de los hablares pirenaicos.

## Geografía

### El pueblo de Son

#### Las casas del pueblo
- Casa Arnaldo
- Casa Barrina de Davall
- Casa Barrina de Damont
- Casa Batistó
- Casa Biarnès
- Casa Bonet
- Casa Cabalera de Moreu
- Casa Cabirol
- Casa Cabrer
- Casa Cadiraire
- Casa Calguer
- Casa Capblanc
- Casa Castanesa
- Casa Ciutat
- Casa Clara
- Casa Daldo
- Casa Ferrer
- Casa Flores
- Casa Gabrielet
- Casa Grapinet
- Casa Guineu
- Casa Jaume
- Casa Jaume de Moleres
- Casa Jepeta
- Casa Julià
- Casa Labús
- Casa Lliset
- Casa Llop
- Casa Lluïsa de Ton
- Casa Maiora
- Casa Maioral
- Casa Mairal
- Casa Manco
- Casa Maniula
- Casa Mano (I)
- Casa Mano (II)
- Casa Manyà
- Casa Marc
- Casa Marinyac
- Casa Marinyac de Damont
- Casa Masover
- Casa Mestre
- Casa Mestre Lliset
- Casa Misèria
- Casa Moleres
- Casa Moliner
- Casa Montoliu
- Casa Moreu
- Casa Mossèn Pau
- Casa Nadal
- Casa Pareder
- Casa Pedro
- Casa Peluda
- Casa Pona
- Casa Quica
- Casa Quima
- Casa Quim de Peluda
- Casa Ramon
- Casa Ramonet
- Casa Recallers
- La Rectoria
- Casa Ricard
- Casa Roi de Damunt
- Casa Roi de Davall
- Casa Rumbo
- Casa Savoia
- Casa Sarahís
- Casa Sastrada
- Casa Sastre
- Casa Sistent
- Casa Sorda
- Casa Tarrado
- Casa Taüsà
- Casa Teresa
- Casa Tomàs
- Casa Tomasa
- Casa Torres
- Casa Trenteno
- Casa Tureta
- Casa Xèlia
- Casa Xelino
- Casa Xuclà

## Historia

### Edad Media
El pueblo de Son es mencionado en el Acta de consagración de la sede de Urgell, atribuida al 839, y el dominio del lugar correspondía a los Condes de Pallars, después de Pallars Sobirà, que más tarde pasó a los marqueses de Pallars y duques de Cardona, a partir de los cuales pasó a los duques de Medinaceli, que eran señores a finales del Antiguo Régimen.

### Época moderna
En el fogaje de 1553, Son declara 15 fuegos laicos y 2 eclesiásticos (unos 85 habitantes).

### Edad Contemporánea

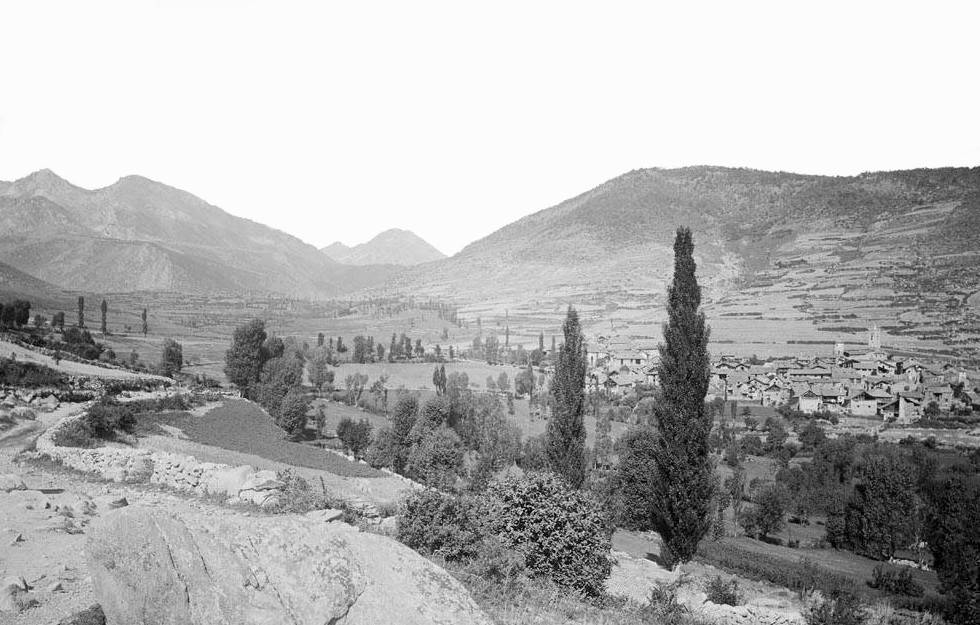
Pueblo de Son visto desde el camino de Jou. Fotografía de 1894.

Pascual Madoz dedica un artículo en su Diccionario geográfico a Son. Dice que es una localidad con ayuntamiento situada en un pequeño plano elevado del Valle de Aneu. Reinan los vientos del norte, este y oeste, y el clima es extraordinariamente frío y propenso a pulmonías y reumas. En aquel entonces contaba con más de 60 casas y la iglesia parroquial de Sant Just i Pastor estaba regentada por un párroco ordinario y seis beneficiados. En el entorno había muchas fuentes de agua. Las tierras son montañosas, fluidas y pedregosas, y en las montañas del suroeste y del norte hay buenos pinos y abetos, pero también montañas despobladas. Se cosechaba centeno, cebada, heno, pastos y patatas. Se criaba ganado de todo tipo, preferentemente vacuno, y había caza de liebres, perdices, rebecos y algunos osos. Contaba con 60 vecinos (cabezas de casa) y 276 almas (habitantes).
En el censo de 1857, Son contaba con 449 habitantes y 102 cédulas personales inscritas.
Hasta la reforma de la nomenclatura municipal de 1916 el municipio se llamaba simplemente Son. En dicha fecha su nombre fue modificado por el de Son del Valle, topónimo que fue rectificado de nuevo a finales del mismo año por el de Son del Pino.

## Demografía
| Gráfica de evolución demográfica de Son del Pino entre 1842 y 1960 |
| |
| Población de derecho según los censos de población del INE Población de hecho según los censos de población del INEEn estos censos se denominaba Son: 1842, 1857, 1860, 1877, 1887, 1897, 1900, 1910 y 1920 Entre el censo de 1970 y el anterior, este municipio desaparece porque se integra en el municipio 25024 (Alto Aneu) |

## Servicios turísticos
En Les Planes de Son, a 1,5 kilómetros de Son, hay un complejo turístico con bar, restaurante y hotel. En el pueblo mismo se encuentra el refugio-alojamiento rural de Casa Masover, que ofrece alojamiento, restaurante y servicio de taxi, tanto por carretera como por la montaña (pistas accesibles a vehículos todo terreno).
Además de lo anterior, hay que contar con la proximidad de Escaló, Esterri de Aneu, La Guingueta de Àneu, Sorpe, Valencia de Areo y Ribera de Cardós, además de Espot, lo que permite disfrutar de los servicios que existen en estos pueblos vecinos.

## Comunicaciones
Son está a 4 kilómetros de la carretera local desde el punto kilométrico 63 de la C-28, a un kilómetro por carretera al noroeste de Valencia de Aneu. Dista 6,5 kilómetros de Esterri de Aneu, 37,3 de Sort y 42,8 de Viella.
No hay ningún tipo de transporte público colectivo regular que permita llegar o salir a Son.

## Festividades
1.er domingo de agosto: fiesta mayor